# Bartenhauer
Der Bartenhauer war ein Waffenschmied. Im Bereich des Waffenschmiedehandwerks stellte er Hieb- und Stoßwaffen her. Barte (auch Parte) ist die mittelalterliche Bezeichnung für Beil.
Die Erzeugnisse eines Bartenhauers waren unter anderem 
1. Streitäxte
2. Hellebarden
3. Gläfen
4. Rossschinder
5. Piken

Bartenhauer stellten aber auch Binderbarten für Fassbinder her. Der Beruf des Bartenhauers wird seit langer Zeit nicht mehr ausgeübt.